# Arthur Dixon (cầu thủ bóng đá, sinh năm 1879)
Arthur Dixon (5 tháng 10 năm 1879 – 1946) là một cầu thủ bóng đá người Anh thi đấu ở vị trí hậu vệ.